# Bufotes pseudoraddei
Bufotes pseudoraddei é uma espécie de anfíbio anuro da família Bufonidae. É considerada espécie pouco preocupante pela Lista Vermelha do UICN. Está presente no Afeganistão e Paquistão.